# Collegio elettorale di Francavilla Fontana (Camera dei deputati)
Il collegio di Francavilla Fontana fu un collegio elettorale uninominale della Repubblica Italiana per l'elezione della Camera dei deputati. Apparteneva alla circoscrizione Puglia e fu utilizzato per eleggere un deputato nella XII, XIII e XIV legislatura.
Venne istituito nel 1993 con la cosiddetta Legge Mattarella (Legge n. 277, Nuove norme per l'elezione della Camera dei deputati), attuata in seguito al referendum abrogativo del 1993. La legge istituì per la Camera dei deputati e per il Senato della Repubblica un sistema di elezione misto, in parte maggioritario e in parte proporzionale. Il 75% dei parlamentari dell'assemblea veniva eletto in collegi uninominali tramite sistema maggioritario a turno unico; il restante 25% alla Camera veniva eletto tramite sistema proporzionale con liste bloccate.
Il collegio venne abolito insieme a tutti gli altri che costituivano la Camera con la promulgazione della legge elettorale successiva, la cosiddetta Legge Calderoli. Questa prevedeva un sistema proporzionale con premio di maggioranza, che alla Camera veniva attribuito a livello nazionale.

## Territorio
Il collegio di Francavilla Fontana era uno dei 34 collegi uninominali in cui era suddivisa la Puglia e, come previsto dal D.Lgs. del 20 dicembre 1993 n. 536, era interamente compreso nella provincia di Brindisi e comprendeva i seguenti comuni: Carovigno, Ceglie Messapica, Cisternino, Francavilla Fontana, Ostuni, San Michele Salentino e Villa Castelli.

## Eletti
| Elezione | Elezione                | Deputato         | Partito                    |
| -------- | ----------------------- | ---------------- | -------------------------- |
|          | 1994                    | Vincenzo Epifani | Polo del Buon Governo (AN) |
|          | 1996                    | Luigi Vitali     | Polo per le Libertà (FI)   |
| 2001     | Casa delle Libertà (FI) | Luigi Vitali     |                            |

## Dati elettorali

### XII legislatura

#### Risultati proporzionale
| Coalizioni        | Coalizioni                | Liste                                 | Liste                              | Voti   | %     |
| ----------------- | ------------------------- | ------------------------------------- | ---------------------------------- | ------ | ----- |
|                   | Progressisti              |                                       | Partito Democratico della Sinistra | 13.742 | 18,12 |
|                   | Progressisti              | Rifondazione Comunista                | 6.687                              | 8,82   |       |
|                   | Progressisti              | Federazione dei Verdi                 | 2.350                              | 3,10   |       |
|                   | Progressisti              | Partito Socialista Italiano           | 2.137                              | 2,82   |       |
|                   | Progressisti              | Alleanza Democratica                  | 783                                | 1,03   |       |
|                   | Progressisti              | Movimento per la Democrazia - La Rete | 684                                | 0,90   |       |
| Totale coalizione | Totale coalizione         | 26.383                                | 34,79                              |        |       |
|                   | Polo del Buon Governo     |                                       | Alleanza Nazionale                 | 21.144 | 27,88 |
|                   | Patto per l'Italia        |                                       | Partito Popolare Italiano          | 11.707 | 15,44 |
|                   | Patto per l'Italia        | Patto Segni                           | 4.580                              | 6,04   |       |
| Totale coalizione | Totale coalizione         | 16.287                                | 21,48                              |        |       |
|                   | Programma Italia          | Programma Italia                      | Programma Italia                   | 5.914  | 7,80  |
|                   | Lista Pannella            | Lista Pannella                        | Lista Pannella                     | 3.135  | 4,13  |
|                   | Socialdemocrazia          | Socialdemocrazia                      | Socialdemocrazia                   | 1.258  | 1,66  |
|                   | Lega d'Azione Meridionale | Lega d'Azione Meridionale             | Lega d'Azione Meridionale          | 483    | 0,64  |
|                   | Alleanza Popolare         | Alleanza Popolare                     | Alleanza Popolare                  | 258    | 0,34  |
|                   | Utopia                    | Utopia                                | Utopia                             | 200    | 0,26  |
|                   | Solidarietà e Progresso   | Solidarietà e Progresso               | Solidarietà e Progresso            | 197    | 0,26  |
|                   | Unione Popolare           | Unione Popolare                       | Unione Popolare                    | 193    | 0,25  |
|                   | Democrazia e Solidarietà  | Democrazia e Solidarietà              | Democrazia e Solidarietà           | 146    | 0,19  |
|                   | Alleanza di Programma     | Alleanza di Programma                 | Alleanza di Programma              | 132    | 0,17  |
|                   | Rinascita Salentina       | Rinascita Salentina                   | Rinascita Salentina                | 107    | 0,14  |
| Totale            | Totale                    | Totale                                | Totale                             | 75.837 |       |

#### Risultati uninominale
|                               | Vincenzo Epifani ✔️ Eletto | Polo del Buon Governo (FI - AN - CCD - UDC - PLD) | 33 805 | 43,08 |  |  |  |  |  |
|                               | Michele Zurlo              | Progressisti                                      | 25 100 | 31,98 |  |  |  |  |  |
|                               | Pietro Lacorte             | Patto per l'Italia                                | 12 124 | 15,45 |  |  |  |  |  |
|                               | Vito Semerano              | Programma Italia                                  | 7 449  | 9,49  |  |  |  |  |  |
| Totale                        | Totale                     | Totale                                            | 78 478 | 100   |  |  |  |  |  |
|                               |                            |                                                   |        |       |  |  |  |  |  |
| Fonte: Ministero dell'interno |                            |                                                   |        |       |  |  |  |  |  |

### XIII legislatura

#### Risultati proporzionale
| Coalizioni        | Coalizioni                         | Liste                                     | Liste                              | Voti   | %     |
| ----------------- | ---------------------------------- | ----------------------------------------- | ---------------------------------- | ------ | ----- |
|                   | Polo per le Libertà                |                                           | Forza Italia                       | 22.726 | 29,89 |
|                   | Polo per le Libertà                | Alleanza Nazionale                        | 12.516                             | 16,46  |       |
|                   | Polo per le Libertà                | CCD-CDU                                   | 6.770                              | 8,90   |       |
| Totale coalizione | Totale coalizione                  | 42.012                                    | 55,25                              |        |       |
|                   | L'Ulivo                            |                                           | Partito Democratico della Sinistra | 14.084 | 18,52 |
|                   | L'Ulivo                            | Popolari per Prodi (PPI-SVP-PRI-UD-Prodi) | 4.118                              | 5,42   |       |
|                   | L'Ulivo                            | Rinnovamento Italiano                     | 2.113                              | 2,78   |       |
|                   | L'Ulivo                            | Federazione dei Verdi                     | 1.230                              | 1,62   |       |
| Totale coalizione | Totale coalizione                  | 21.545                                    | 28,34                              |        |       |
|                   | Progressisti                       |                                           | Rifondazione Comunista             | 6.886  | 9,06  |
|                   | Movimento Sociale Fiamma Tricolore | Movimento Sociale Fiamma Tricolore        | Movimento Sociale Fiamma Tricolore | 1.714  | 2,25  |
|                   | Lista Pannella - Sgarbi            | Lista Pannella - Sgarbi                   | Lista Pannella - Sgarbi            | 1.241  | 1,63  |
|                   | Lega d'Azione Meridionale          | Lega d'Azione Meridionale                 | Lega d'Azione Meridionale          | 766    | 1,01  |
|                   | Partito Socialista                 | Partito Socialista                        | Partito Socialista                 | 758    | 1,00  |
|                   | Gruppo Indipendente Libertà        | Gruppo Indipendente Libertà               | Gruppo Indipendente Libertà        | 564    | 0,74  |
|                   | Ambientalisti                      | Ambientalisti                             | Ambientalisti                      | 326    | 0,43  |
|                   | Mani Pulite                        | Mani Pulite                               | Mani Pulite                        | 222    | 0,29  |
| Totale            | Totale                             | Totale                                    | Totale                             | 76.034 |       |

#### Risultati uninominale
|                               | Luigi Vitali ✔️ Eletto | Polo per le Libertà | 35 815 | 47,63 |  |  |  |  |  |
|                               | Carlo Tatarano         | L'Ulivo             | 34 742 | 46,20 |  |  |  |  |  |
|                               | Rocco Caporale         | Fiamma Tricolore    | 4 642  | 6,17  |  |  |  |  |  |
| Totale                        | Totale                 | Totale              | 75 199 | 100   |  |  |  |  |  |
|                               |                        |                     |        |       |  |  |  |  |  |
| Fonte: Ministero dell'interno |                        |                     |        |       |  |  |  |  |  |

### XIV legislatura

#### Risultati proporzionale
| Coalizioni        | Coalizioni                | Liste                     | Liste                                 | Voti   | %     |
| ----------------- | ------------------------- | ------------------------- | ------------------------------------- | ------ | ----- |
|                   | Casa delle Libertà        |                           | Forza Italia                          | 25.457 | 32,30 |
|                   | Casa delle Libertà        | Alleanza Nazionale        | 11.070                                | 14,04  |       |
|                   | Casa delle Libertà        | CCD-CDU                   | 7.569                                 | 9,60   |       |
|                   | Casa delle Libertà        | Nuovo PSI                 | 930                                   | 1,18   |       |
| Totale coalizione | Totale coalizione         | 45.026                    | 57,12                                 |        |       |
|                   | L'Ulivo                   |                           | La Margherita (Dem - PPI - RI- UDEUR) | 10.531 | 13,36 |
|                   | L'Ulivo                   | Democratici di Sinistra   | 9.099                                 | 11,54  |       |
|                   | L'Ulivo                   | Il Girasole (FdV - SDI)   | 1.387                                 | 1,76   |       |
|                   | L'Ulivo                   | Comunisti Italiani        | 1.141                                 | 1,45   |       |
| Totale coalizione | Totale coalizione         | 22.158                    | 28,11                                 |        |       |
|                   | Rifondazione Comunista    | Rifondazione Comunista    | Rifondazione Comunista                | 4.182  | 5,31  |
|                   | Lista Di Pietro           | Lista Di Pietro           | Lista Di Pietro                       | 3.200  | 4,06  |
|                   | Democrazia Europea        | Democrazia Europea        | Democrazia Europea                    | 1.593  | 2,02  |
|                   | Fiamma Tricolore          | Fiamma Tricolore          | Fiamma Tricolore                      | 1.271  | 1,61  |
|                   | Lista Pannella - Bonino   | Lista Pannella - Bonino   | Lista Pannella - Bonino               | 954    | 1,21  |
|                   | Lega d'Azione Meridionale | Lega d'Azione Meridionale | Lega d'Azione Meridionale             | 303    | 0,38  |
|                   | Paese Nuovo               | Paese Nuovo               | Paese Nuovo                           | 87     | 0,11  |
|                   | Abolizione scorporo       | Abolizione scorporo       | Abolizione scorporo                   | 45     | 0,06  |
| Totale            | Totale                    | Totale                    | Totale                                | 78.819 |       |

#### Risultati uninominale
|                               | Luigi Vitali ✔️ Eletto  | Casa delle Libertà | 38 876 | 49,48 |  |  |  |  |  |
|                               | Carlo Tatarano          | L'Ulivo            | 31 415 | 39,98 |  |  |  |  |  |
|                               | Crocefisso Attanasi     | Democrazia Europea | 3 304  | 4,21  |  |  |  |  |  |
|                               | Giovanna De Vita        | Lista Di Pietro    | 2 841  | 3,62  |  |  |  |  |  |
|                               | Emanuele Rosario Marzio | Fiamma Tricolore   | 2 137  | 2,72  |  |  |  |  |  |
| Totale                        | Totale                  | Totale             | 78 573 | 100   |  |  |  |  |  |
|                               |                         |                    |        |       |  |  |  |  |  |
| Fonte: Ministero dell'interno |                         |                    |        |       |  |  |  |  |  |